# (95959) Covadonga
(95959) Covadonga es un asteroide perteneciente al cinturón de asteroides descubierto el 28 de septiembre de 2003 por Juan Lacruz desde el Observatorio de La Cañada en España.

## Designación y nombre
Designado provisionalmente como 2003 SU224. Fue nombrado Covadonga en homenaje a la esposa del descubridor.

## Características orbitales
Covadonga está situado a una distancia media del Sol de 3,0734 ua, pudiendo alejarse hasta 3,3317 ua y acercarse hasta 2,8150 ua. Su excentricidad es 0,084 y la inclinación orbital 6,404 grados. Emplea unos 1967 días en completar una órbita alrededor del Sol.

## Características físicas
La magnitud absoluta de Covadonga es 15,2.